# Hit the Road Jack
Hit the Road Jack je rhythm and bluesová píseň napsaná Percy Mayfieldem a poprvé nahrána v roce 1960 a poslána jako demo kapely společnosti Art Rupe, kde píseň vyšla na Memory Pain CD vol.2 (Specialty Records SPCD-7027-2). Známou se stala především po nahrání Rayem Charlesem. Píseň byla na prvním místě v hitparádě Billboard Hot 100 od 9. října 1961 po dobu 14 dní. Tato píseň se umístila podle hodnocení časopisu Rolling Stone na 387. místě v žebříčku The 500 Greatest Songs of All Time. Píseň nahráli také Basement Jaxx, Jamie Cullum, Suzi Quatro, The Animals, Miyavi, Pentatonix a další.